# Carl Constantin De Carnall
Carl Constantin De Carnall, född den 2 juli 1711 i Skåne, död den 1 mars 1773 på Selkis översteboställe i Finland, var en svensk friherre och militär.

## Biografi
De Carnall var son till Ferdinand Ernst von Carnall och dennes hustru Anna Catharina Sjödahl. Fadern föddes på slottet Mittau i Kurland och hade 1701 gått i svensk tjänst, och flyttade till Sverige. Carl Constantin föddes i Skåne då fadern blev major vid Posses värvade regemente som var förlagt i Malmö. Redan som trettonåring, 1724, antogs han som volontär vid faderns regemente, och avancerade till korpral 1726, för att den 1 maj 1728 bli utnämnd till rustmästare. 1729 förflyttades regementet till Stralsund och han blev befordrad till furir den 12 maj 1729, och sedan till förare den 21 maj 1730. Han begärde avsked den 20 januari 1734.
1733 hade Stanisław I Leszczyński återigen blivit kung av Polen varför det Polska tronföljdskriget bröt ut. Den franske ministern i Stockholm Charles Louis de Biaudos de Casteja låter värva en svensk undsättningskår för att hjälpa den polske kungen som sitter instängd i Danzig. De Carnall ingår i denna kår som sergeant. I februari anländer man till Polen och De Carnall utmärker sig snabbt varför han blir presenterad för den polske kungen samt den 22 mars 1734 utnämnd till fänrik vid den polske kungens Krongarde. Han befordrades där till grenadjärlöjtnant den 15 maj samma år. Han blir dock krigsfånge den 9 juli samma år då staden faller till de ryska trupperna. Han släpptes dock på hösten 1734 och inställdes sig sedan i Königsberg och han befordrades till kapten den 2 januari 1735. Kungen abdikerade dock 1736, varför Carl Constantin återkom till Sverige i februari 1737, och han fick ta anställning hos grevinnan Hedvig Vilhelmina Dücker i Stockholm.
De Carnall utnämndes den 4 november 1737 till fänrik vid Österbottens regemente, och han lämnade då Dücker och Stockholm. Han deltog även i Hattarnas ryska krig och utmärker sig i flera fall, och blir under kriget befordrad till sekundlöjtnant den 2 maj 1742. 1743 hjälper han till med vargeringen i Västernorrland, och blir befordrad till löjtnant den 19 juni 1746. Därefter kom befordringarna relativt löpande, han utnämndes till kapten den 5 februari 1748 samt därefter till major den 24 september 1753. Han förflyttades till Västerbottens regemente samt befordrades till överstelöjtnant den 5 juli 1757. Han deltog i det Pommerska kriget och sändes till Tyskland där han utnämndes till kommendant i Fehrbellin och skyddade staden samt vann Slaget vid Fehrbellin den 28 september. I november samma år blev han kommendant i Ueckermünde. Efter krigsslutet 1762 utnämndes han till överstelöjtnant vid Södermanlands regemente den 17 december, för att den 2 maj 1764 få samma befattning vid Tavastehus regemente. Den 12 september 1769 blev han överste och chef för Björneborgs regemente
De Carnall var en ivrig rojalist och en av de ledande inom Svenska botten. Han var med om att förbereda Gustav III:s statskupp 1772 och tog aktiv del i genomförandet. För sitt stöd till kungen blev han befordrad till generalmajor, upphöjd till friherre, dock utan att ta introduktion som sådan, samt blev Kommendör av Svärdsorden, allt den 12 september 1772.

### Samtidens ord om honom
Han bevistade med utmärkt tapperhet pommerska kriget 1757–1762 och gjorde tjänst vid regementsförändringen 1772.

## Utmärkelser
- Riddare av Svärdsorden - 27 november 1758
- Kommendör av Svärdsorden - 12 september 1772
- Upphöjd till Friherre - 12 september 1772